# Kasahara Sota
Sota Kasahara (sinh ngày 9 tháng 5 năm 1976) là một cầu thủ bóng đá người Nhật Bản.

## Sự nghiệp câu lạc bộ
Sota Kasahara đã từng chơi cho Otsuka Pharmaceutical và Mito HollyHock.